# San Román de la Cuba
San Román de la Cuba – gmina w Hiszpanii, w prowincji Palencia, w Kastylii i León, o powierzchni 18,23 km². W 2011 roku gmina liczyła 87 mieszkańców.